# Смирнов, Игорь Павлович (педагог)
И́горь Па́влович Смирно́в (род. 1941) — советский и российский политический деятель и ученый, доктор философских наук (1989), профессор, член-корреспондент Российской академии образования с 22 апреля 2004 года по Отделению профессионального образования, иностранный член Академии педагогических наук Украины.

## Биография
Родился в Андижане (Узбекская ССР) в семье политических ссыльных (дед Миколайтис В. Л. расстрелян в 1937 году), которые позднее переехали в Кострому.
По окончании Костромского технологического института работал на заводах Западной Украины и Костромы конструктором, заместителем главного механика.
С 1965 года — первый секретарь Костромского горкома, второй секретарь ЦК ЛКСМ Молдавской ССР, заведующий Отделом профтехобразования и Отделом рабочей молодёжи ЦК ВЛКСМ. В 1979 году защитил кандидатскую диссертацию «Формирование творческой активности рабочей молодежи в условиях развитого социализма».
С 1981 года — инструктор Отдела науки и учебных заведений ЦК КПСС, помощник члена Политбюро, секретаря ЦК КПСС. В 1989 году защитил докторскую диссертацию «Формирование и развитие творческой личности современного советского рабочего».
В 1990 году — заместитель Председателя Гособразования СССР — куратор Всесоюзной системы начального и среднего профессионального образования; в 1991 году — председатель исполкома Международного движения демократических реформ.
Директор НИИ развития профессионального образования (1993—2010). По совместительству — заведующий кафедрой истории и политологии МИЭМ.
Смирновым И. П. выполнены научные исследования по теории и методике профессионального образования:
- автор поддержанной Правительством (1994 г.) концепции высших профессионально-технических училищ;
- научный редактор двухтомной монографии «Профтехобразование России: итоги XX века и прогнозы»] отмеченной премией Президента РФ (1999 г.);
- научный руководитель московской городской программы «Рабочие кадры» (2008—2010 гг.), удостоенной премии Правительства РФ.

Возглавлял Совет по защите докторских диссертаций, консультировал 8 докторов и подготовил 32 кандидата наук. Был членом Президиума Европейской ассоциации институтов профессионального образования, экспертом ВАК. Основатель и научный руководитель общероссийского журнала «Профессиональное образование. Столица».
Смирнов И. П. автор и научный редактор ряда учебников по гуманитарным наукам. Его учебник «Введение в современное обществознание» был включен в Федеральный комплект учебников и выдержал 11 переизданий.
Опубликовал серию (более 60) публицистических статей по проблемам образовательной политики и воспитания, научному анализу педагогического наследия классиков (Л. Толстой, И. Кант, П. Каптерев, Ф. Ницше, К. Вентцель и др.), рецензий на труды членов Российской академии образования. Некоторые публикации переведены на английский, китайский, немецкий, польский, украинский, белорусский, литовский, молдавский, монгольский языки.

## Основные работы
Автор более 230 научных публикаций, в том числе 12 монографий и 3 учебников, среди которых:
- «Введение в современное обществознание» (М., 1991; 11-е изд. 2012. — 144 с.)
- «Человек — образование — профессия — личность» (М.,2002. — 420с.),
- «Теория профессионального образования» (М.,2006 — 320с.)
- «Финансирование профессионального образования по конечным результатам. Теория и эксперимент» (М., 2007.)
- «Экономическая функция профессионального образования» (М.,2007. — 320с.)
- Смирнов И. П., Ткаченко Е. В., Ван Ч. «Начальное и среднее профессиональное образование России и Китая на рубеже XX—XXI веков» (М. 2007)
- Смирнов И. П., Глазунов А. Т. «Профессиональное образование России» (Варшава, 2011 — 520с.)
- Смирнов И. П., Ткаченко Е. В. «Проект федерального закона „Об образовании в РФ“ (о фальсификации итогов общественного обсуждения)» В трех частях (М., 2012)

## Награды
- Два ордена «Знак Почета» (1973, 1978)
- Медаль «За строительство магистрального газопровода „Союз“» (1978)
- Медаль «За строительство Байкало-Амурской магистрали» (1981)
- Премия Президента Российской Федерации в области образования за 1998 год»[1]
- Медаль Российской Академии образования «За достижения в науке» (2006)